# Dajç (Scutari)
Dajç è una frazione del comune di Scutari in Albania (prefettura di Scutari).
Fino alla riforma amministrativa del 2015 era comune autonomo, dopo la riforma è stato accorpato, insieme agli ex-comuni di Ana e Malit, Berdicë, Gur i Zi, Postribë, Pult, Rrethinat, Shalë, Scutari, Shosh e Velipojë a costituire la municipalità di Scutari.

## Località
Il comune è formato dall'insieme delle seguenti località:
- Dajc
- Gramshi
- Samrisht
- Samrisht i Ri
- Samrisht i Poshtem
- Belaj
- Mali i Gjymtit
- Pentar
- Rrushkull
- Mushan
- Suka -Dajc
- Shirq
- Darragjat